# Jacob Ramsey
Jacob Matthew Ramsey (* 28. května 2001 Birmingham) je anglický profesionální fotbalista, který hraje na pozici středního záložníka za anglický klub Aston Villa FC a za anglický národní tým do 21 let.

## Klubová kariéra

### Aston Villa
Ramsey je odchovancem Aston Villy, do jejíž akademie přišel v roce 2007. Svůj první profesionální kontrakt podepsal 15. ledna 2019. V A-týmu debutoval 19. února při prohře 2:0 proti West Bromwich Albion.

#### Doncaster Rovers (hostování)
Dne 31. ledna 2020 odešel Ramsey na půlroční hostování do třetiligového Doncasteru Rovers. V Doncasteru debutoval 4. února 2020 při výhře 3:0 Tranmere Rovers, k výhře přispěl dvěma vstřelenými brankami.
V základní sestavě Aston Villy se poprvé objevil 15. září 2020 v utkání EFL Cupu proti Burtonu Albion.
Dne 22. října 2021 vstřelil Ramsey svůj první gól v Premier League, a to při prohře 3:1 proti Arsenalu. 9. února 2022 vstřelil Ramsey dvě branky do sítě Leedsu United, a přispěl tak k remíze 3:3.

## Statistiky
K 9. únoru 2022
| Klub                     | Sezóna  | Liga           | Liga   | Liga | FA Cup | FA Cup | EFL Cup | EFL Cup | Celkem | Celkem |
| Klub                     | Sezóna  | Liga           | Zápasy | Góly | Zápasy | Góly   | Zápasy  | Góly    | Zápasy | Góly   |
| ------------------------ | ------- | -------------- | ------ | ---- | ------ | ------ | ------- | ------- | ------ | ------ |
| Aston Villa              | 2018/19 | Championship   | 1      | 0    | 0      | 0      | 0       | 0       | 1      | 0      |
| Aston Villa              | 2019/20 | Premier League | 0      | 0    | 1      | 0      | 1       | 0       | 2      | 0      |
| Aston Villa              | 2020/21 | Premier League | 22     | 0    | 0      | 0      | 3       | 0       | 25     | 0      |
| Aston Villa              | 2021/22 | Premier League | 20     | 5    | 1      | 0      | 0       | 0       | 21     | 5      |
| Aston Villa              | Celkem  | Celkem         | 43     | 5    | 2      | 0      | 4       | 0       | 49     | 5      |
| Doncaster Rovers (host.) | 2019/20 | League One     | 7      | 3    | —      | —      | —       | —       | 7      | 3      |
| Celkem                   | Celkem  | Celkem         | 50     | 8    | 2      | 0      | 4       | 0       | 56     | 8      |